# 村上政博
村上 政博（むらかみ まさひろ、1949年（昭和24年）4月13日 - ）は、日本の法学者。専攻は経済法。一橋大学名誉教授。弁護士、ニューヨーク州弁護士、元官僚。北海道出身。

## 人物
弁護士として8年、公正取引委員会事務局に7年勤務後、学者となって15年というユニークなキャリアをもとに、一般向けの著作もある。

## 略歴
- 1971年（昭和46年）司法試験合格。[1]
- 1972年（昭和47年）東京大学法学部卒業、日本興業銀行（のちみずほコーポレート銀行）入行。[1]
- 1975年（昭和50年）4月 司法修習（27期）修了後、弁護士登録（第一東京弁護士会）。田辺恒貞法法律事務所勤務。[1]
- 1980年（昭和55年）7月 - 1983年（昭和58年）6月 ミシガン州立大学ロースクール修士課程修了。比較法修士号取得。[1]
- 1981年（昭和56年） サリヴァン＆クロムウェル（en:Sullivan & Cromwell：ニューヨーク）に外国人弁護士として勤務[1]
- 1983年（昭和58年）公正取引委員会事務局審査部第二審査審査専門官、米国司法省反トラスト局にコンサルタントとして5ヶ月滞在。[1]
- 1984年（昭和59年）公正取引委員会事務局審査部第一審査審査専門官[1]
- 1985年（昭和60年） 公正取引委員会事務局経済部国際課課長補佐[1]
- 1986年（昭和61年） 公正取引委員会事務局審査部第一審査長補佐 [1]
- 1988年（昭和63年） 公正取引委員会事務局審査部監査室長[1]
- 1990年（平成2年） 横浜国立大学大学院国際経済法学研究科助教授[1]
- 1991年（平成3年） 横浜国立大学大学院国際経済法学研究科教授[1]
- 1997年（平成9年） イエール大学経済学部客員研究員[1]
- 1998年（平成10年） ハーバード大学ハーバード・ロー・スクール客員研究員[1]
- 1999年（平成11年） マックスプランク研究所客員研究員[1]
- 2002年（平成14年） 一橋大学大学院国際企業戦略研究科教授[1]
- 2008年（平成20年） 一橋大学大学院法学研究科教授[1]
- 2013年（平成25年） 一橋大学定年退職、一橋大学名誉教授、第一東京弁護士会弁護士再登録、ニューヨーク州弁護士会所属、成蹊大学大学院法務研究科客員教授、森・濱田松本法律事務所客員弁護士[1]

## 社会的活動
- 1996年 内閣府市場開放問題苦情処理推進会議専門委員[1]
- 1999年 通産省輸出入取引委員会委員[1]
- 2001年 通商産業省産業構造審議会臨時委員[1]
- 2007年 財務省財政制度等審議会委員[1]
- 2009年 経済産業省中小企業政策審議会委員[1]
- 2014年 文部科学省文化審議会著作権分科会専門委員[1]
- 2015年 電力広域的運営推進機関評議員、電力取引監視等委員会特別委員[1]

## 主著
- 『アメリカ独占禁止法－シカゴ学派の勝利』（有斐閣、1987年）
- 『アメリカ独占禁止法[第二版]』（弘文堂、2002年、初版：1999年）
- 『法科大学院』（中公新書、2003年）
- 『The Japanese Antimonopoly Act 日本の独占禁止法』（商事法務、2003年）
- 『独占禁止法』（岩波新書、2005年）
- 『法律家のためのキャリア論』（PHP新書、2005年）
- 『独占禁止法と差止・損害賠償[第2版]』（2005年、商事法務、初版：2001年） - 山田健男との共著
- 『独占禁止法の手続』（中央経済社、2006年） - 栗田誠との共著